# Falstin
Falstin (lengyelül Falsztyn [ˈfalʃtɨn], németül Falkenstein [ˈfalkənˌʃtain]) falu Lengyelországban, az egykori Nowy Sącz, a mai Kis-lengyelországi vajdaságban.

## Fekvése
Szepesófalutól 8 km-re északnyugatra, a Falstin-patak bal partján, a Csorsztini-víztározó mellett fekszik.

## Nevének eredete
Neve a német falkenstein (= sasszikla) főnévből származik.

## Története
A faluban a középkorban kolostor állt, melyet 1431-ben a husziták felégettek. 1535-ben Hieronim Laski egy vár építésébe kezdett itt, melynek sorsa nem ismert. A település Nedec várának birtoka volt.
A 18. század végén Vályi András így ír róla: „FALSTEIN. vagy Falkstein. Német falu Szepes Vármegyében, földes Ura Palotsay Uraság, lakosai katolikus, fekszik Fridman mellett, ’s ennek filiája, határja meglehetős termésű.”
Fényes Elek 1851-ben kiadott geográfiai szótárában így ír a faluról: „Falstin, tót falu, Szepes vmegyében, Fridman fil. 160 kath., 6 zsidó lak. F. u. b. Palocsay. Ut. posta Lőcse 12 óra.”
A trianoni diktátumig Szepes vármegye Szepesófalui járásához tartozott.
Tőle északra a 9 km hosszú Csorsztini-víztározó festői öblöt képez. Ma 300 lakosa van.